# Unbihexium
Unbihexium, eller grundämne 126 med den kemiska beteckningen Ubh, är det tillfälliga IUPAC-namnet. Det kan också kallas eka-plutonium efter Dmitrij Mendelejevs förutsägelser om det periodiska systemet. 
Unbihexium är det åttonde grundämnet i den åttonde perioden i det periodiska systemet. Det har inte gjorts några försök att framställa ämnet.

## Förmodade egenskaper
Grundämnet förväntas vara medlem i “Ön av stabilitet” och ha isotoper med lång halveringstid, kanske i storleksordningen 1,5 miljoner år. Med Hartree-Fock-Bogoliubov-metoden med Skyrme-interaktion har Unbihexium räknats fram som det stabilaste ämnet. Den tros vara en fast metall, med smältpunkt på mer än 600°C och kokpunkt på 1500°C och är förmodligen silverfärgad eller grå. Reaktiviteten bör vara relativt hög i kontakt med luft och brinna med ljus låga som är snarlik den när magnesium brinner.

## Kryptonit
I ett nummer av serietidningen Action Comics förekom en berättelse av John Byrne  där den fiktiva substansen kryptonit gavs grundämnesnummer 126 i det periodiska systemet.
Novellen "Silence is Golden" av den amerikanske science fiction-författaren Lou Antonelli baseras på upptäckten av grundämne 126 i en gruva i Texas. Novellen fick årets omnämnande i "The Year's Best Science Fiction, 21st annual collection" 2003.